# ゴングドラム
ゴングドラム（Gong drum）は、まれにドラムセットに組み込まれて使用される打楽器である。

## 形状
バスドラム（ドラムセットの）程度の大きさ（20"～22"）の胴に、片面だけヘッドを張ったドラム。
非常に強い重低音で、サスティンは長め。

## 主要メーカー
- パール楽器製造株式会社
- 星野楽器(ここでは、「ゴングバスドラム(Gong Bass Drum)」と称されている)